# 猪熊建夫
猪熊建夫（いのくま たてお、1944年 - ）は、東京都出身の記者、ジャーナリスト、経営コンサルタント。専門はメディア論、コンテンツ産業論、学校教育。

## 略歴
1944年に東京都で出生。東京都立大学附属高等学校を卒業後、早稲田大学政経学部政治学科を中途退学し、京都大学農学部農林経済学科に転学した。
大学を卒業後、1970年に毎日新聞社に入社して記者となる。主に経済分野を歩み、仙台支局を経て、1974年に東京本社経済部記者として大蔵省、農林水産省、日本銀行などの官公庁、民間業界の取材を担当した。1988年に東京本社経済部副部長（デスク）に就任。
1990年に毎日新聞を退職後、船井総合研究所に入所し、経営コンサルタントとなる。同研究所の取締役、関連会社の船井キャピタルおよび船井コーポレーションの代表取締役社長を歴任。1998年に映像制作業界に転出後は、番組プロダクションの（株）オフィス・ラフト、映像制作会社の（株）釣りビジョン、映像情報調査の（株）社会情報研究所の各代表取締役社長、21LADYのIR担当取締役、教育関連のNPO法人役員、拓殖大学客員教授などを務めた。
日本記者クラブ、日本エッセイスト・クラブ、一般社団法人ディレクトフォース・アカデミー部門などに会員として所属し、フリージャーナリストとして執筆活動を展開する。メディア論のほか、教育関連についても言及し、週刊エコノミスト、サンデー毎日、週刊ダイヤモンドなどに記事を執筆。2012年から2018年に週刊エコノミストに連載した「名門高校の校風と人脈」を書籍として出版した。

## 著述
- 『日本のコンテンツビジネス』新風舎.2005.12
- 『新聞・TVが消える日』集英社新書.2009.2
- 『ジャーナリズムが滅びる日』花伝社.2011.1

- 『名門高校100』河出書房新社.2018.8
- 『伝統高校100東日本篇』武久出版.2019.11
- 『伝統高校100西日本篇』武久出版.2019.11